# Tvrdojevac
Tvrdojevac (en serbe cyrillique : Тврдојевац) est un village de Serbie situé dans la municipalité d’Ub, district de Kolubara. Au recensement de 2011, il comptait 324 habitants.
Tvrdojevac est situé sur les bords de l'Ub, un affluent de la Tamnava.

## Démographie

### Évolution historique de la population
| 1948 | 1953 | 1961 | 1971 | 1981 | 1991 | 2002 | 2011 |
| ---- | ---- | ---- | ---- | ---- | ---- | ---- | ---- |
| 674  | 688  | 671  | 607  | 504  | 434  | 402  | 324  |

|  |